# Хронологія російського вторгнення в Україну (вересень 2023)
Про події попереднього місяця — хронологія за серпень, наступного — хронологія за жовтень
Ця стаття є частиною хронології повномасштабного російського вторгнення в Україну з 24 лютого 2022 року, яка є частиною хронології російської збройної агресії проти України з 2014 року.
Станом на вересень, за даними заступника міністра оборони Ганна Маляр, щотижня росіяни витрачали 400 тис. снарядів на обстріли Східного фронту.
Впродовж вересня агресор атакував Україну 503 дронами-камікадзе (рекордна кількість), з них ЗСУ знищили 396..

## 1-10 вересня

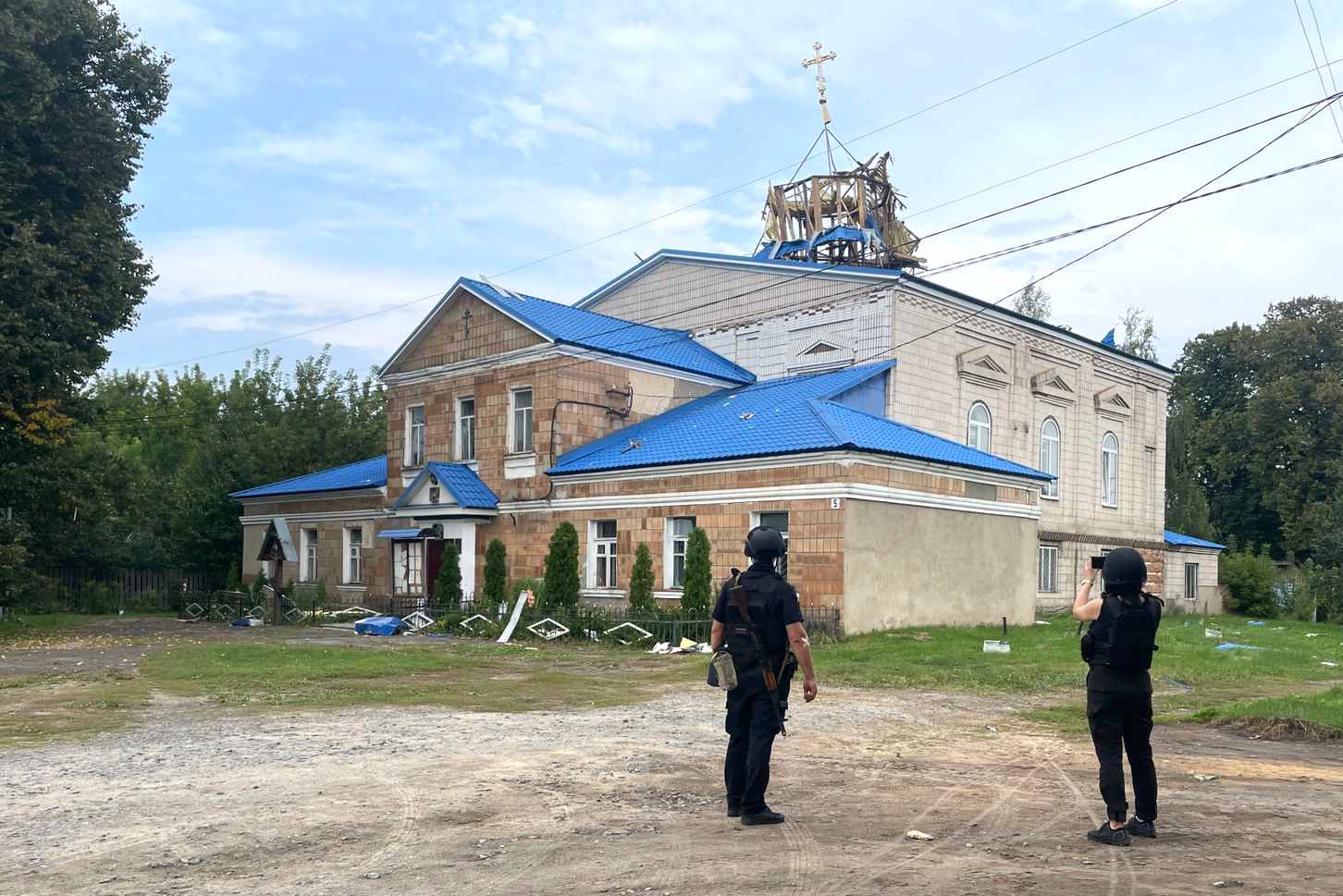
Церква 1783 року в Середині-Буді (Сумська область), пошкоджена обстрілом 1 вересня

### 1 вересня
ЗСУ продовжили просування на Бахмутському напрямку. Російська армія запустила по Україні дві ракети «Калібр», одна з яких була збита, а інша вразила приватне підприємство у Вінницькій області. Постраждали 8 людей. Міська рада Калинівки повідомила про пошкодження будівель, автомобілів та поранення людей внаслідок падіння уламків ракет.
Вдень російська армія обстріляла місто Середина-Буда Сумської області. Пошкоджено 16 багатоквартирних та 12 приватних будинків, дитячий садок та бібліотека, школа мистецтв, будівлі управління освіти, відділення поліції, банку, ЖЕКу та два магазини. Поранені четверо людей.

### 2 вересня

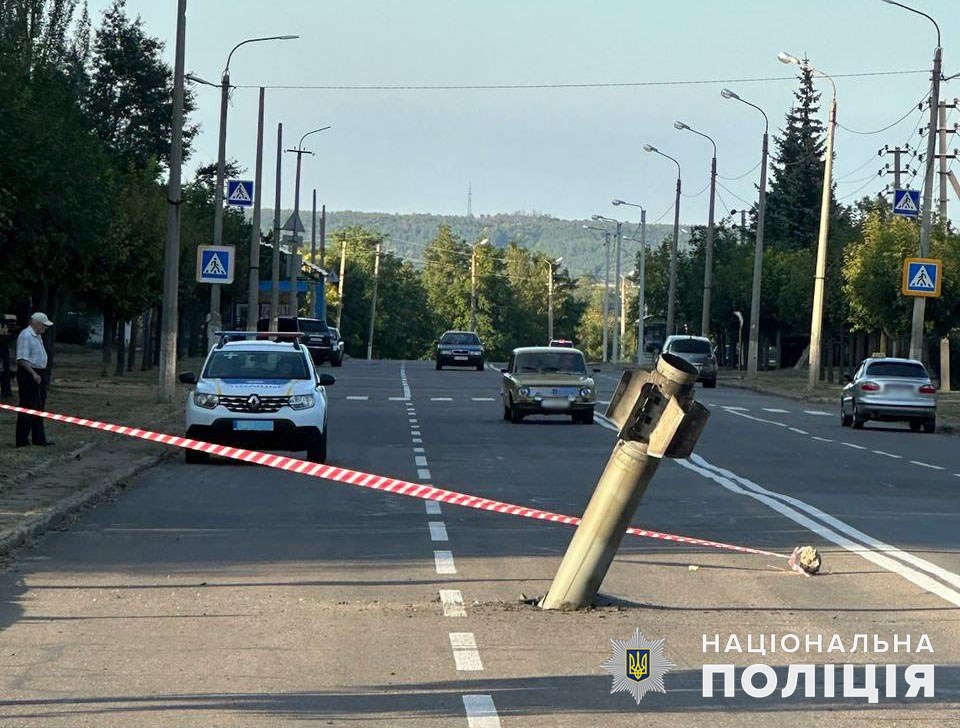
Російська ракета від РСЗВ «Град», що застрягла в дорозі біля житлового будинку в Краматорську. 02.09.2023

Російські окупанти обстріляли 8 населених пунктів Донеччини, Херсон, Одещину, Кривий Ріг та інші міста. У результаті двоє людей загинуло, двоє поранені. Армія РФ завдала ударів по містах Авдіївка, Вугледар, Краматорськ, Красногорівка, Торецьк, Часів Яр, селах Предтечине та Урожайне. Пошкоджено 26 цивільних об'єктів: 3 житлових будинки, дорожнє покриття, автомобілі та 20 могил. Унаслідок обстрілу Вугледара двоє людей загинули, ще двоє отримали травми. Краматорськ російські загарбники обстріляли зі «Смерчів». Постраждали дорога, багатоквартирні будинки та кладовище. По Торецьку окупанти били з артилерії. Пошкоджено будинок, знищено та спалено цивільне авто. В Одеській області знищили дрон Mohajer-6.
Українська прикордонна служба повідомила, що наступ у напрямку Мелітополя тривав, українські воїни закріплюються на звільнених територіях та ведуть контрбатарейний вогонь. російські війська атакували в напрямку Лиману, Авдіївки та Мар'їнки, де було відбито до 30 атак. На Лиманському напрямку російські загарбники провели невдалі атаки в районі Новоєгорівки. На Авдіївському та Мар'їнському напрямках російсько-терористичні війська вели обстріли на схід від Сєвєрного та на південь від Красногорівки і Новомихайлівки. Протягом дня російська армія здійснила два ракетних удари, 49 авіаударів та 66 обстрілів українських позицій та населених пунктів (є загиблі та поранені серед мирного населення, зруйнована інфраструктура). Українська авіація завдала 10 авіаударів по районах зосередження та три по зенітно-ракетних комплексах; артилерія завдала ударів по шести районах зосередження, 12 артилерійських установках, двох складах боєприпасів, двох блокпостах та зенітно-ракетному комплексу. ЗСУ знищили 7 човнів російських ДРГ на півдні України. Під час висадки окупантів у Чорному морі ЗСУ знищили ворожий катер.

### 3 вересня

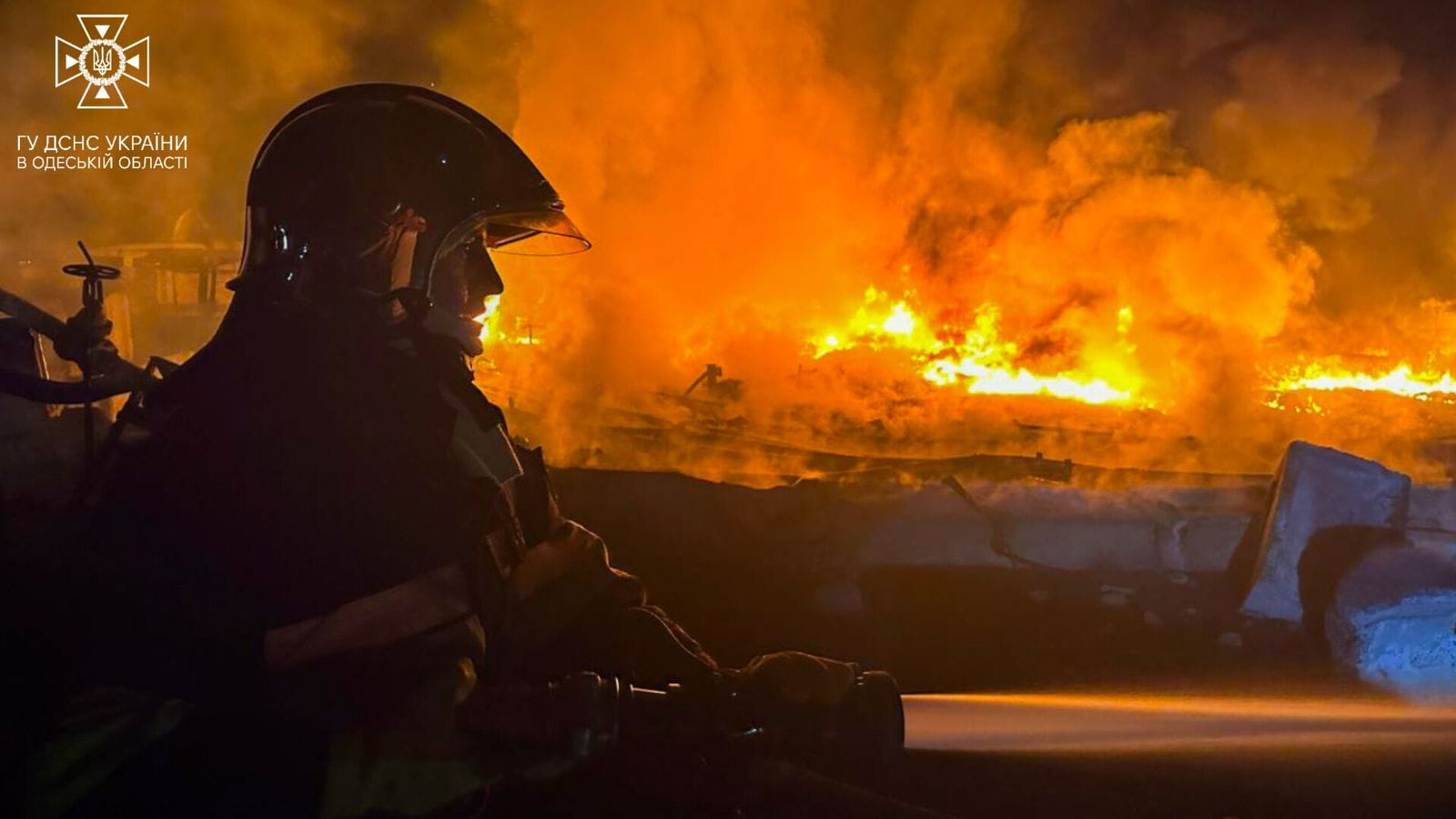
Пожежа в Одеській області після атаки 3 вересня

На Одещині вночі збили 22 з 25 бпла «Shahed-136/131» у напрямку до Ізмаїл — Рені з мису Чауда (Крим) і з Приморсько-Ахтарська (Краснодарський край РФ). Є влучання у припортову інфраструктуру, постраждало 2 особи.
ГУР презентувало документальний фільмі «Збиті льотчики росії», в якому показала, як українська розвідка провела успішну спецоперацію під кодовою назвою «Синиця», під час якого російський льотчик Максим Кузьмінов перегнав до України вертоліт Мі-8АМТШ.
На Херсонщині від обстрілу російських окупантів постраждала родина, загинув 35-річний чоловік.

### 4 вересня
ському метро]]

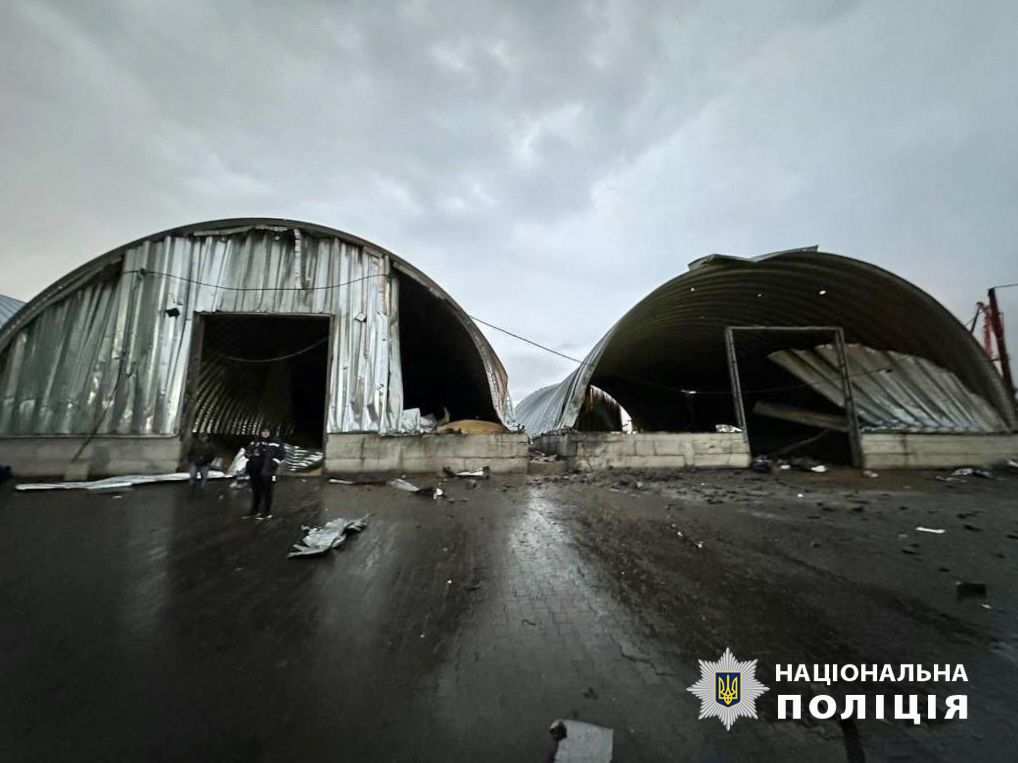
Зруйновані склади в Одеській області після нічної атаки російського безпілотника. 4.09.2023

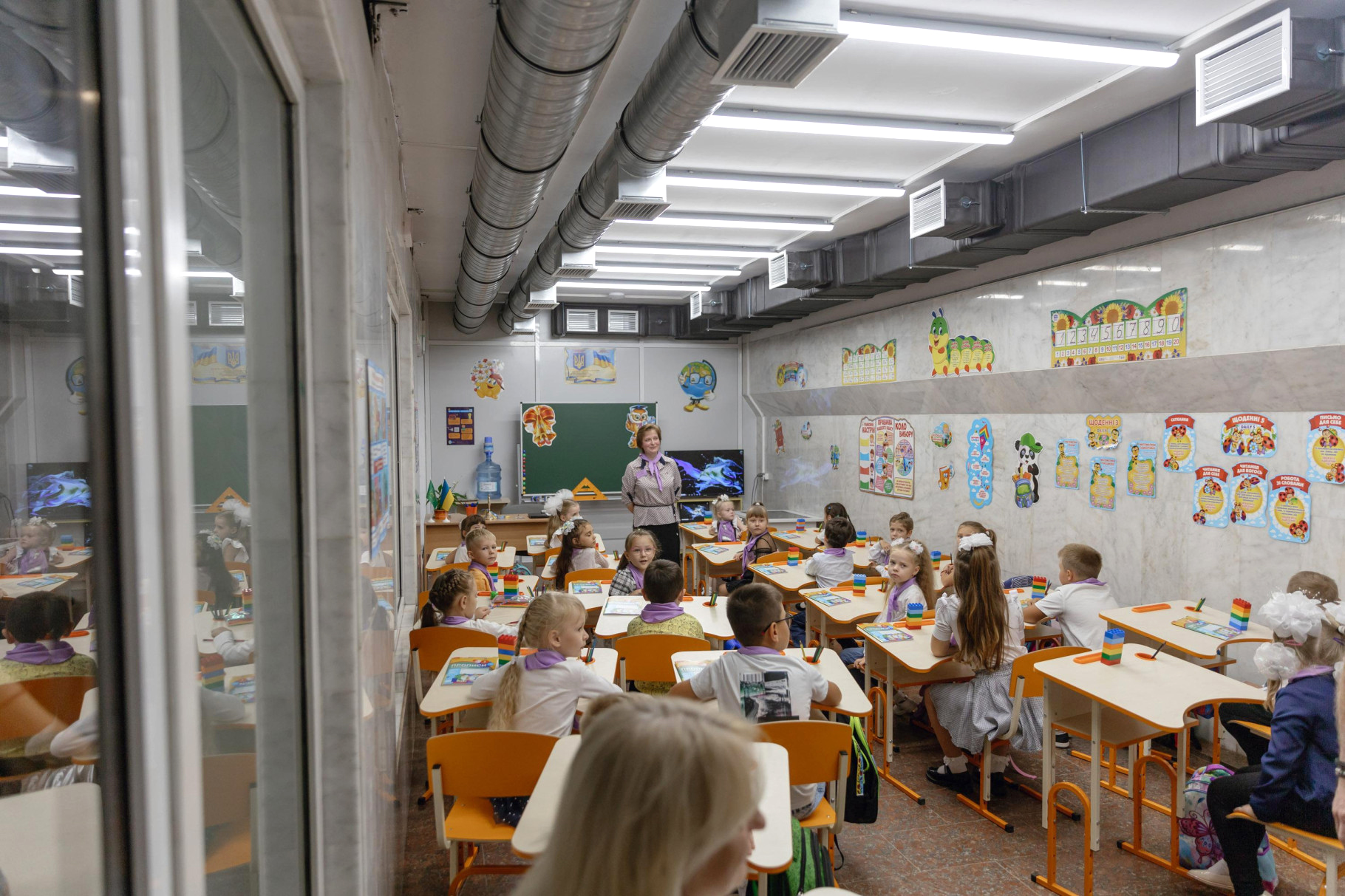
Шкільний урок у [Харків

Вночі російські загарбники атакували БпЛА «Shahed-136» Одещину, а також Дніпропетровську й Миколаївську області. ППО знищила 23 із запущених 32 дронів, однак влучань уникнути не вдалось. Фіксовані влучання в припортову інфраструктуру Рені у Херсонській області через обстріл поранено дитину.
Принаймні два російські дрони впали та здетонували на території Румунії близ села Плауру. Міноборони Румунії заперечило цей факт.
Міністр оборони України Олексій Резніков подав у Верховну Раду України заяву про відставку.
За даними ISW, українська піхота зайняла позиції за протитанковими ровами і «зубами дракона», або протитанковими загородженнями, які складали лінію оборони росіян на заході Запорізької області; наявні фотографії показують, що українці пройшли загородження на захід від Вербового. Згідно з повідомленнями, росіяни намагалися розширити мінні поля на півдні України після початку українського контрнаступу у червні 2023 року. Українські війська провели успішні наступальні операції і просунулися вперед під Бахмутом і в західній частині Запорізької області. У свою чергу, російські війська здійснювали атаки на лінії Куп'янськ — Сватове — Кремінна, під Бахмутом, на лінії Авдіївка — Донецьк, вздовж адміністративного кордону Донецької та Запорізької областей і в західній частині Запорізької області, просунувшись на окремих ділянках. Загалом експерти дійшли висновку, що ЗСУ прорвали на півдні найсильнішу лінію оборони РФ.
Незалежна міжнародна комісія ООН з розслідування порушень в Україні не дійшла наразі висновку про те, що в Україні відбувається геноцид, але розслідування триватиме. Про це повідомив голова комісії Ерік Месе, відповідаючи на запитання журналістів.

### 5 вересня
Німеччина передала Україні щойно вироблені на відновленій виробничій лінії боєприпаси для зенітних самохідних установок Gepard.
ВРУ підтримала звільнення Олексія Резнікова з посади міністра оборони України. В парламент внесено проєкт постанови про призначення Рустема Умєрова на посаду міністра оборони України.
Російські війська обстріляли село Іванівка на Херсонщині. Травмовані дві жінки. російські окупанти запустили кілька дронів на південні області України. Українські рикордонники знищили групу росіян під Лиманом, двох було взято в полон. У Чорне море на чергування росіянами було виведено фрегат «адмірал
ессен» з 8 ракетами «калібрів».
Внаслідок атаки дронів на російський Брянськ в адмінбудівлі заводу «Крємній Ел» спалахнула пожежа.

### 6 вересня
Вночі рашисти атакували дронами Одеську область, а вранці ракетами — Київ. Протягом майже трьох годин окупанти атакували Ізмаїльський район Одещини, одна людина загинула, частина міста Кілія лишилася без електроенергії. Пошкоджено об'єкти припортової та сільськогосподарської інфраструктури: елеватори, адміністративні будівлі, агропідприємства. Вдалось знищити 15 з 25 ударних БпЛА типу «Shahed-136/131». Також росіяни атакували Запоріжжя, поранивши двох мирних людей. Загалом захисниками було знищено 23 повітряні цілі. Генштаб заявив, що протягом минулої доби було знищено 610 окупантів.
У КМДА заявили, що атака на столицю була комбінованою. Попередньо, рашисти випустили крилаті ракети типу Х-101/555/55. Одночасно були запущені ракети іншого типу, ймовірно — балістичного. Усі ворожі цілі знищені. В області уламки ракети впали на торгівельне підприємство, без жертв. В тимчасово окупованому Токмаку Запорізької області росіяни вивезли обладнання із місцевого підприємства. Зранку окупанти обстріляли село Нова Гнилиця у Чугуївському районі Харківської області касетними боєприпасами.
ЗСУ просунулися південніше Роботиного та наступали на флангах Бахмута.
Новим міністром оборони України став Рустем Умєров. Його кандидатуру підтримали 338 народних депутатів, ніхто не виступив проти, один — утримався.
Державний секретар США Ентоні Блінкен, прибув до Києва з робочим візитом. Це його 4 візит до України від початку повномасштабного вторгнення Росії. Також до Києва з візитом прибула прем'єр-міністр Данії Метте Фредеріксен, вона виступала в Верховній Раді.
Міністерство Оборони Румунії спершу спростовувало ці дані, але згодом підтвердило падіння російського БПЛА, міністр оборони закликав до зміцнення безпеки, створення додаткових спостережних пунктів та патрульних служб. Натомість президент Румунії заявив, що падіння безпілотників не було.
О 14:05 російські окупанти обстріляли центр Костянтинівки Краматорського району, поціливши у продовольчий ринок. Було пошкоджено 28 павільонів та 3 автомобілі. Загинуло 15 людей, 36 осіб зазнали поранення, рятувальна операція тривала два дні.
Начальник пресслужби Східного угруповання військ Ілля Євлаш повідомив, що у Кліщіївці тривали міські бої, ворог відходив із втратами.

### 7 вересня
Протягом минуої доби було знищено 600 окупантів, 37 артсистем та 22 бойові дрони, а також два катери росіян.
Вночі росіяни атакували південь Одещини упродовж трьох годин. Пошкоджені об'єкти цивільної та припортової інфраструктури, елеватор, адміністративна будівля. Внаслідок атаки постраждало двоє водіїв вантажівок. 25 з 33 бпла знищено над Одещиною вночі. Також росіяни атакували Запорізький район та Нікополь, в Одрадокам'янці Херсонської області росіяни скинули з дрона вибухівку на мирного жителя. Також росіяни обстріляли житловий район Оріхова Запорізької області, під завалами виявили тіла двох загиблих.
Увечері у море на бойове чергування росіянами було виведено фрегат-ракетоносій «Адмірал Макаров».
У Ростові вночі пролунав вибух поблизу штабу Південного військового округу РФ, у Москві уламки дрона впали неподалік аеропорту «Жуковський». У Брянську зранку безпілотник пошкодив будівлю вокзалу.

### 8 вересня
Росіяни продовжили атакувати Одещину бпла, було знищено 16 «Shahed-136/131» з 20 дронів у межах Одеської та Миколаївської областей. О 6:52 ракета РФ влучила у приватні будинки у Сумах. Є постраждалі. Одна людина загинула в лікарні.

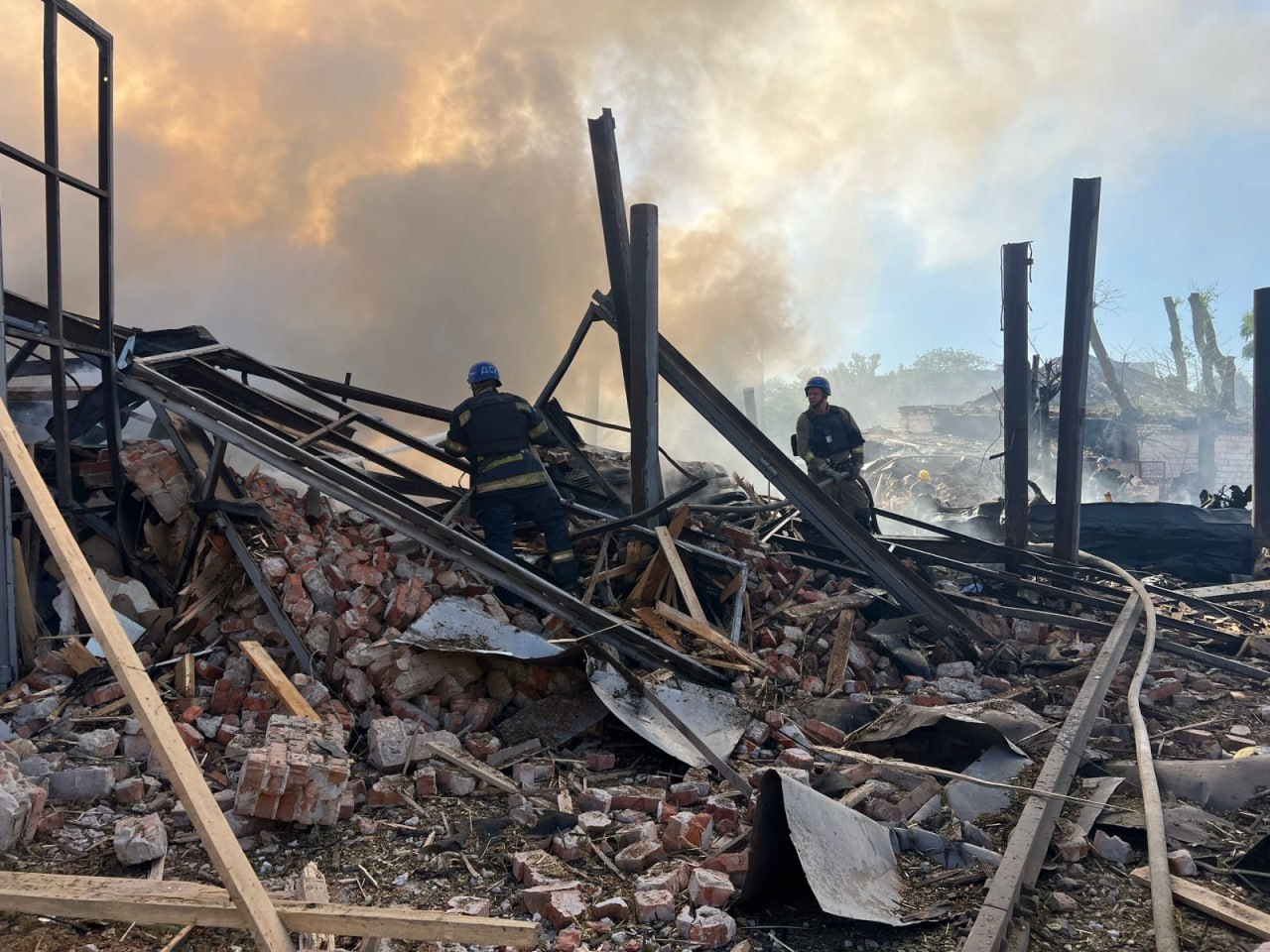
Зруйнована будівля поліції у Кривому Розі. 08.09.2023

У Запоріжжі сталося влучання кількома балістичними ракетами в об'єкти цивільної інфраструктури, є постраждалі. В 30 багатоповерхівках вибито квартирні та під'їздні вікна. Також вікна повилітали у трьох навчальних закладах.
В 9:40 росіянами було завдано ракетного удару по Кривому Рогу. В результаті атаки загинула одна особа та постраждало 74 осіб. у лікарнях міста перебуває 34, троє з них — у тяжкому стані.
Сили оборони України продовжують ведення наступальної операції на Мелітопольському напрямку, знищують ворога та крок за кроком звільнюють окуповані території, мають успіх в районі південніше Роботиного, закріплюються на досягнутих рубежах. Під час розмінування в Херсонській області на міні підірвалися троє вибухотехніків, один з них був у тяжкому стані.

### 9 вересня
Протягом доби українські воїни ліквідували 600 рашистських терористів.
Ворог обстріляв житловий сектор в селищі Сонячному Херсонщини, одна людина загинула. Також росіяни артилерією здійснили обстріл села Костобобрів Семенівської ОТГ на Чернігівщині, одну людину поранено.
У тимчасово окупованій Новій Каховці на Херсонщині партизани ліквідували окупантів, які транспортували «виборчі бюлетені».
Генеральний штаб повідомив, що на сході країни ведуться оборонні операції, на півдні — наступальні; триває наступ у напрямку Мелітополя, який завдав значних втрат у живій силі та техніці російським військам і змусив їх відступити із зайнятих позицій. Росіяни зосередили свої атаки на Куп'янському, Лиманському, Бахмутському, Авдіївському, Мар'їнському та Шахтарському напрямках, де було відбито понад 30 атак. На Куп'янському, Лиманському та Бахмутському напрямках російсько-терористичні війська провели невдалі атаки в районі Берестового, Оріхово-Василівки та Богданівки. Важкі бої тривали у районі Ключівки. На Авдіївському, Мар'їнському та Шахтарському напрямках українці відбили російські атаки, переважно біля Мар'їнки (близько 15 обстрілів). Протягом доби Росія здійснила два ракетних обстріли, 40 авіаударів та понад 38 обстрілів українських позицій та цивільних об'єктів. Українська авіація завдала вісім авіаударів по місцях зосередження бойовиків, а артилерія — по шести артилерійських підрозділах, зенітно-ракетному комплексу, району зосередження та складу паливно-мастильних матеріалів.

### 10 вересня
З 1:50 Київ був атакований групами бпла Shahed-136 та з різних напрямків. Силами ППО вдалося знищити 26 з 33 ворожих дронів. Уламки впали в чотирьох районах столиці. В Шевченківському вони пошкодили квартиру в багатоповерхівці. Але більшість уламків — впали на відкриту, незабудовану територію. Пошкоджені автомобілі, тролейбусні лінії електропередач, дорожнє покриття. Одна людина постраждала.
На тимчасово окупованих територіях України, в тому числі в Криму, розташовано понад 420 тис. російських військових, згідно з даними Головного управління розвідки України. Найінтенсивніші бойові дії тривали в напрямках Куп'янськ-Лиман та Мар'їнка-Донецьк.
ЗСУ визволили частину Опитного, що на південь від Авдіївки, у місті тривали бої. ЗСУ також просунулися на південь від Кліщіївки.
Заступник держсекретаря США Вікторія Нуланд заявила, що контрнаступ Збройних сил України йде важко, але досягнутий прогрес, з огляду на умови, в яких він проходить, вражає.
Президент Південної Кореї Юн Сук Йоль оголосив про надання Україні пакету допомоги вартістю 2,3 мільярда доларів через гуманітарні проблеми та післявоєнне відновлення.

## 11-20 вересня

### 11 вересня
Протягом тижня українські військові звільнили 5 км2 на Таврійському напрямку. Вночі росіяни здійснили обстріл прикордонної території Сумської області. Хотинська громада зазнала атак з мінометів, внаслідок влучання ворожого БПЛА пошкоджено навчальний заклад. На територію Дружбівської громади ворог скинув чотири міни. Протягом доби ЗСУ нейтралізували 360 росіян та знищили 7 складів боєприпасів на Таврійському напрямку, загалом було нейтралізовано 600 окупвантів, 30 артсистем та 35 дронів.
Вночі ЗСУ знищили всі 12 Shahed-136/131 у межах Запорізької, Дніпропетровської та Миколаївської областей, а також один БпЛА невстановленого типу. Росіяни втратили шість катерів при спробі відбити раніше втрачені позиції в Херсонській області. ЗС РФ з «Градів» і артилерії обстріляли Нікополь, постраждало три людини, під Херсоном вони обстріляли амбулаторію, є постраждалі.
Поблизу тимчасово окупованого Криму в Чорному морі українські захисники взяли під контроль бурові газо- та нафтовидобувні платформи «Вишки Бойка», які були захоплені росіянами 2015 року. Унікальну операцію зі встановлення контролю провели силами підрозділів ГУР МО України, зокрема під контроль були повернуті бурові платформи «Петро Годовалець» та «Україна», а також СПБУ «Таврида» і СПБУ «Сиваш». Спецпризначенцям вдалося захопити запас вертолітних боєприпасів типу НАР (некерованих авіаційних ракет), а також РЛС «Нева», що може відстежувати рух суден у Чорному морі. Також повідомляють про захват системи радіоелектронної боротьби російського виробника АТ НВП «Протек». Відбувся бій між українськими спецпризначенцями на катерах та російським винищувачем Су-30. Операція відбулася 23 серпня 2023 року, але на широкий огляд ГУР представила її лише у вересні.
Протягом доби ворог завдав 10 ракетних та 46 авіаційних ударів, здійснив 37 обстрілів з реактивних систем залпового вогню по позиціях ЗСУ та населених пунктах. Протягом доби на фронті відбулось понад 20 бойових зіткнень. На Куп'янському напрямку українські захисники успішно стримують противника в районі Новоселівського Луганської області. На Бахмутському напрямку — в районі Кліщіївки Донецької області.

### 12 вересня
Протягом доби українські військові за минулу добу ліквідували або поранили 255 російських солдатів та знищили 2 склади боєприпасів на Таврійському напрямку. Загалом протягом доби ліквідовано 550 окупантів, 8 танків і понад 30 артсистем. ЗСУ продовжили рух на Мелітопольському напрямку, мали успіхи поблизу Роботиного Запорізької області, ЗСУ просунулися щонайменше під Бахмутом, Опитним, а також в Запорізькій області та на її кордоні з Донецькою.
Російські військові завдали ударів по Красногорівці, Макіївці та Авдіївці Донецької області, внаслідок чого двоє людей загинули та троє осіб дістали поранення. Росіяни 25 разів обстріляли Сумську область. У тимчасово окупованому Донецьку загинув 56-річний Геннадій Дубовий, «ідеолог Новоросії».
Українські військові успішно завдали удару по базі БПЛА ворога у тимчасово окупованому селищі Луганське. Росія почала збільшувати кількість військових у тимчасово окупованому Токмаку Запорізької області. За даними CNN, сотні одиниць нібито знищеної росіянами техніки ЗСУ виявилися муляжами.

### 13 вересня
Протягом доби ЗСУ ліквідували 590 окупантів, їхні загальні втрати з початку повномасштабного вторгнення сягнули 270.350 осіб. Було звільнено частини Кліщіївки та Роботиного.
Було завдано ракетного удару по бухті Севастополя, пошкоджено російські підводний човен і корабель. Після атаки на Севастопольському морському заводі сталася масштабна пожежа, також вогонь спалахнув у Південній та Корабельній бухтах Севастополя. ГУ розвідки МО України підтвердило, що було уражено великий десантний корабель Мінськ та дизель-електричний підводний човен «Ростов-на-Дону».

### 14 вересня

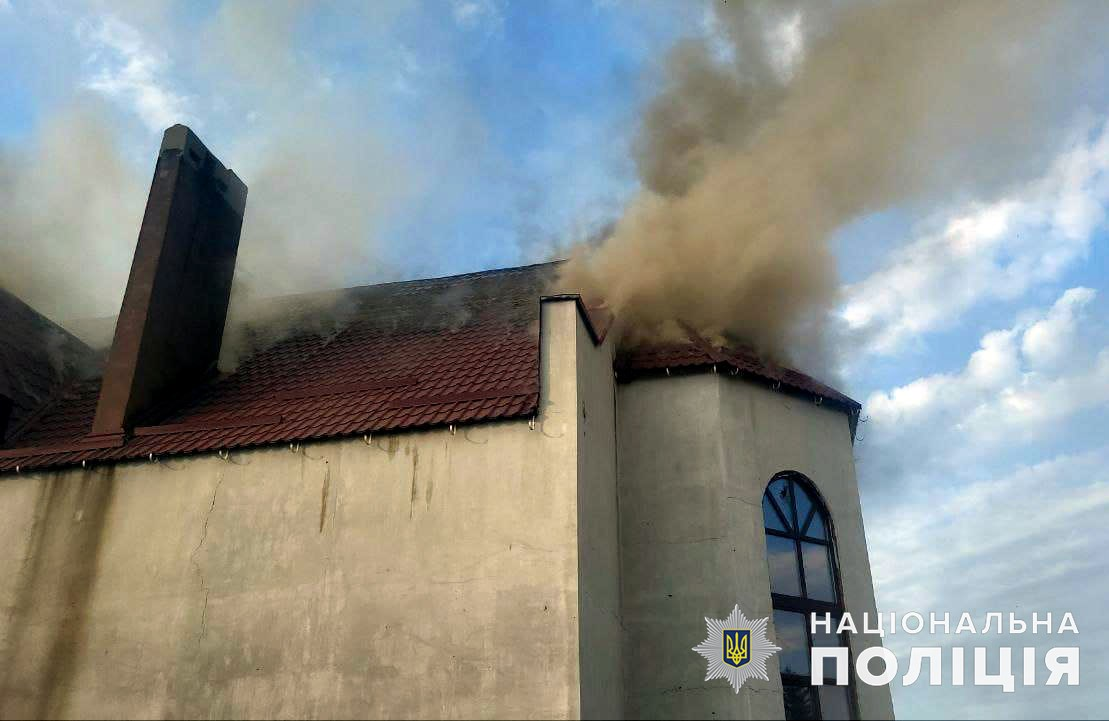
Молитовний будинок церкви «Ковчег» у Красногорівці після російського обстрілу. 14.09.2023

Речник групи «Схід» Ілля Євлаш заявив, що українські сили витіснили російські війська з позицій поблизу населених пунктів Міньківка (15 км на північний захід від Бахмута) та Дубово-Василівка (6 км на північний захід від Бахмута). Заступник міністра оборони України Ганна Маляр повідомила, що українські війська продовжують поступово просуватися в напрямку Мелітополя. Протягом доби ЗСУ знищили майже 400 окупантів та 40 одиниць військової техніки на Таврійському напрямку.
Війська РФ атакувала в напрямках Бахмута, Авдіївки та Мар'їнки, де було відбито до 25 атак. На Бахмутському напрямку росіяни провели невдалі атаки біля Богданівки, а українські війська мали частковий успіх біля Ключівки та Авдіївки, завдавши росіянам значних втрат у живій силі та техніці. На Авдіївському та Мар'їнському напрямках росіяни здійснили 10 невдалих атак поблизу Ласточкиного та Авдіївки, а всі атаки на Мар'їнку були відбиті. Протягом дня Росія здійснила два ракетних обстріли, 59 авіаударів та 56 обстрілів українських позицій та цивільних об'єктів (є загиблі та поранені серед мирного населення, зруйновані об'єкти інфраструктури). Українська авіація завдала 10 авіаударів по районах зосередження, а артилерія — по командному пункту, трьом зенітно-ракетним комплексам, району зосередження, п'яти артилерійським установкам та складу боєприпасів.
В результаті удару по тимчасово окупованій Євпаторії була знищена частина російського комплексу ППО «Тріумф».
Генеральний прокурор України Андрій Костін оголосив, що Міжнародний кримінальний суд відкрив місцеве відділення в Києві для покращення реагування на російські військові злочини, назвавши його найбільшим офісом МКС після штаб-квартири в Гаазі.

### 15 вересня
ЗСУ знищили 350 окупантів та понад 15 артсистем. ЗСУ звільнили Андріївку Донецької області. СБУ експериментальним дроном «Морський малюк» (Sea baby) підбила російський ракетний корабель «Самум» у Криму, а також ЗСУ затопили російський катер типу КС-791 «Тунець». У Херсоні затримали коригувальника ударів, яка працювала на депутата Держдуми РФ Ігоря Кастюкевича

### 16 вересня
Наступ на Мелітополь продовжувався, що призвело до значних втрат у живій силі та техніці російських військ і змусило росіян відійти з позицій. Російські війська наступали переважно в напрямках Бахмута, Мар'їнки та Шахтарська, де було відбито понад 30 атак. На Бахмуцькому напрямку росіяни здійснили 13 невдалих атак в районі Кліщівки та намагалися прорвати українську оборону в районі Курдюмівки та Андріївки. У напрямку Мар'їнки та Шахтаря російські війська здійснили 11 невдалих атак на українські позиції в районі Мар'їнки, усі атаки росіян у районі Північного, Рівнополя та Новодарівки було відбито. Протягом доби Російська Федерація завдала 8 ракетних ударів, 57 авіаударів і 30 обстрілів українських позицій і цивільних об'єктів. Українська авіація здійснила два нальоти на блокпости, 12 — на місця зосередження та п'ять — по зенітно-ракетним комплексам, артилерія знищила три зенітно-ракетних комплекси «Бук-М1» і п'ять артилерійських установок.
Росіяни атакували Холодногірський район Харкова ракетами «Іскандер-К». У тимчасово окупованому Токмаку ЗСУ було знищено техніку окупантів.
Заступник міністра оборони Ганна Маляр повідомила, що українці досягли успіху під час наступальних дій у районі Кліщіївки та поблизу Вербового та Новопрокопівки Запорізької області.
За даними ISW, українські війська намагалися розширити пролом у лінії оборони РФ в районі Роботиного, хоча ще не завершили її прорив. За даними аналітиків, українці продовжили атакувати позиції російської оборони на захід від Вербових, де «було розширено тактичну пролом уздовж ділянки оборонних позицій РФ довжиною 2,6 км». Крім того, просування українців у Запорізькій області, ймовірно, змусило російське командування розглядати цю ділянку фронту як пріоритетну. Згідно з повідомленням, у Запорізьку область з району Бахмута перекинули підрозділи 83-ї десантно-штурмової бригади. Тим часом українські війська продовжували наступ принаймні на двох ділянках фронту, просуваючись у районі Бахмута та на заході Запорізької області. Російські війська завдавали ударів на лінії Куп'янськ — Сватове — Кремінна, поблизу Бахмута, на лінії Авдіївка — Донецьк, на кордоні Донецької та Запорізької областей, у Західній Запорізькій області, на окремих ділянках просуваючись.
В порт Чорноморськ Одеської області для завантаження зерна прибули вантажні судна «Resilient Africa» і «Aroyat» під прапором Палау. Це були перші кораблі, які пройшли морським коридором, запровадженим Україною після провалу Чорноморської зернової ініціативи.

### 17 вересня
Генеральний штаб України повідомив, що на сході та півдні країни ведуться оборонні операції, а також наступальні операції в напрямку Мелітополя та Бахмута. Наступ на Мелітопольський напрямок продовжився, що призвело до значних втрат у живій силі та техніці російських військ і змусило росіян відступити з зайнятих ними позицій. Росіяни атакували переважно на Бахмутському та Мар'їнському напрямках, де було відбито понад 35 атак. На Бахмутському напрямку російські війська здійснили невдалі атаки в районі Білої Гори та спробували прорвати українську оборону в районі Андріївки; українські сили продовжили атаки в районі Ключівки. На Мар'їнському напрямку росіяни здійснили 10 невдалих обстрілів українських позицій в районі Мар'їнки. Протягом доби Росія здійснила 15 ракетних обстрілів, понад 70 авіаударів та 47 обстрілів українських позицій та цивільних об'єктів. Українська авіація завдала дев'ять авіаударів по районах зосередження, а артилерія — по двох районах зосередження, двох зенітно-ракетних комплексах, 11 артилерійських установках, трьох складах боєприпасів і станції радіоелектронної боротьби.
За даними Повітряних сил Збройних сил України росіяни випустили 10 ракет Х-101/Х-555/Х-55 з літаків Ту-95МС та шість ударних безпілотників «Shahed 136» з аеродрому Приморсько-Ахтарськ. За повідомленнями, всі безпілотники і шість ракет були збиті. Атака в основному була спрямована на Одеську область, де було пошкоджено сільськогосподарське підприємство (за даними місцевої преси, влучили у зерносховище в Березівському районі).
Повідомлялося про вибухи в Токмаку та Севастополі, в останньому — поблизу російських об'єктів радіорозвідки та протиповітряної оборони.
На Таврійському напрямку ЗСУ знищили близько 20 одиниць техніки агресора. Противник обстріляв з артилерії Великописарівську громаду на Сумщині. Також було обстріляно медичний заклад у Микільському Херсонської області. Внаслідок ворожої атаки на Одещину у черговий раз постраждала сільськогосподарська інфраструктура.
Одна людина загинула і одна отримала поранення внаслідок російського артилерійського обстрілу цивільної інфраструктури Великої Писарівки в Сумській області. За даними місцевої влади, одна цивільна особа загинула і четверо отримали поранення в результаті російських атак у Херсонській і Донецькій областях України. Також було обстріляно медичний заклад у Микільському. За повідомленням Міністерства оборони Росії, ракетний обстріл було здійснено по об'єктах у Харкові, де ремонтували українську бронетехніку. Губернатор області Олег Синєгубов заявив, що Росія випустила чотири ракети С-300 по будівлі «цивільного підприємства» в Харкові.
Міністерство оборони Росії заявило, що чотири безпілотники були збиті над північно-західною і східною частинами Криму і один над Московською областю близько 1:45 ночі за місцевим часом. Губернатор Андрій Кличков повідомив, що близько 3:50 ранку за місцевим часом ще один безпілотник пошкодив нафтобазу в місті Орел, спричинивши пожежу в паливному резервуарі. Полковник Андрій Кондрашкін, командир 31-ї гвардійської окремої десантно-штурмової бригади ЗС РФ, за повідомленнями, загинув у бою в Андріївці під Бахмутом[347].
За даними ISW, українці звільнили Ключівку на південь від Бахмута і продовжили успішні атаки в інших місцях на Бахмутському напрямку. Українські сили також продовжували контрнаступ на заході Запорізької області. У свою чергу, російські війська здійснювали атаки на лінії Куп'янськ-Сватово-Кремінна, під Бахмутом, по лінії Авдіївка-Донецьк та на межі Донецької і Запорізької областей, просунувшись на окремих ділянках. Крім того, російська окупаційна влада продовжувала стирати українську культурну ідентичність.

### 18 вересня
Станом на цей день ЗСУ звільнили 260 км2 на основному напрямку наступу, зокрема, було отримано важливий плацдарм при звільненні села Кліщіївка.

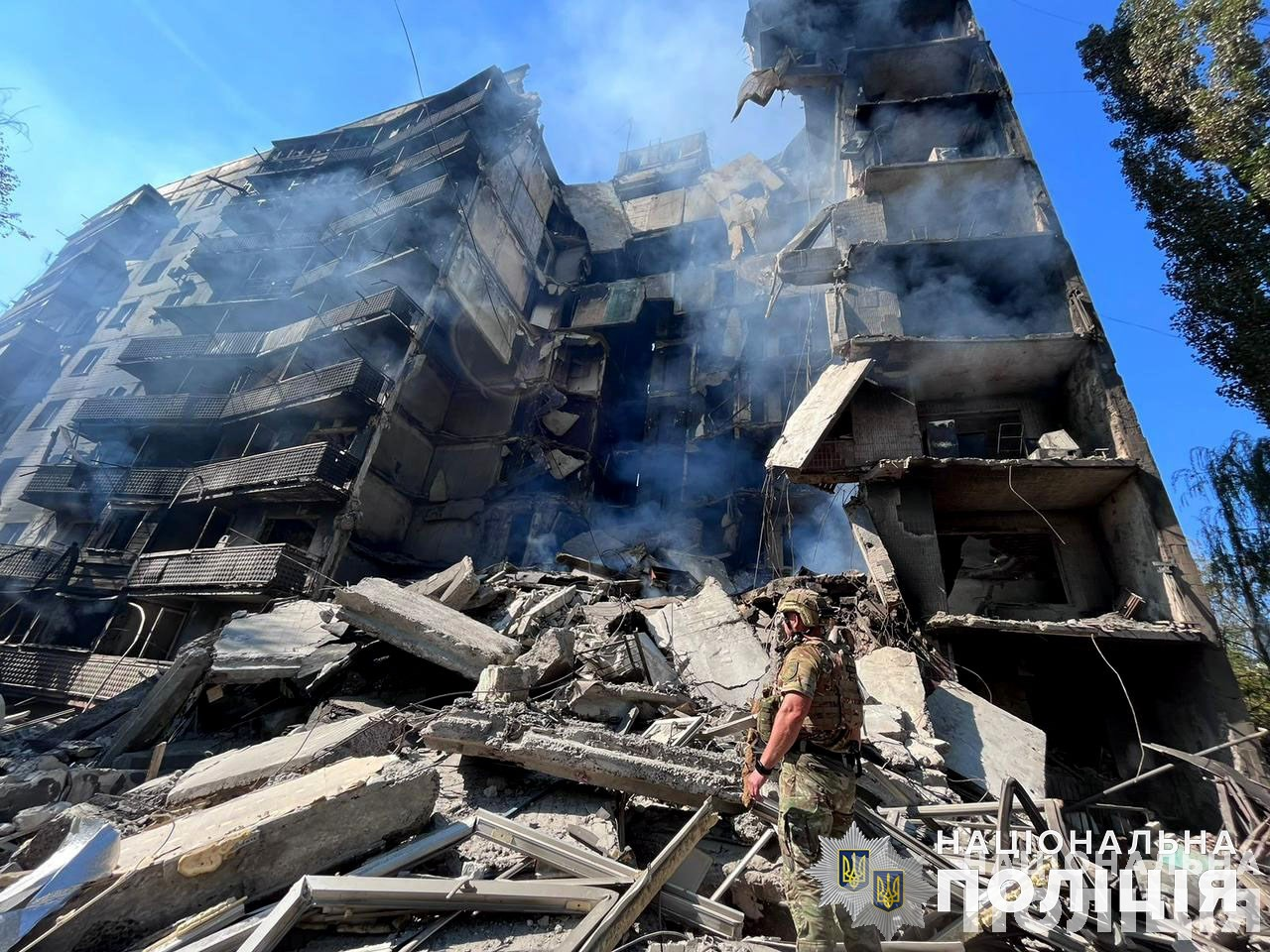
Житловий будинок у Донецькій області після обстрілу. 18 вересня 2023

Внаслідок російського обстрілу мікрорайону Острів у Херсоні було поранено людину.
Окупанти невдало намагалися повернути звільнені раніше ЗСУ позиції в районі Андріївки, Роботиного та Кліщіївки.
Повідомляється, що Україна завдала ракетного удару HIMARS по командному пункту російської 70-ї мотострілецької дивізії в Раденську Херсонської області, в результаті чого загинули вісім офіцерів і ще семеро отримали поранення. Українська військова розвідка заявила, що Ан-148, Іл-20 і вертоліт Мі-28 були пошкоджені або знищені в результаті диверсійної атаки на авіабазі Чкаловський під Москвою.

### 19 вересня
ЗСУ під час наступу на південь від Бахмута розбили елітні частини окупантів, повністю знищивши підрозділи 72-ї мотострілецької бригади, 31-ї гвардійської бригади ВДВ та 83-ї гвардійської бригади ВДВ.

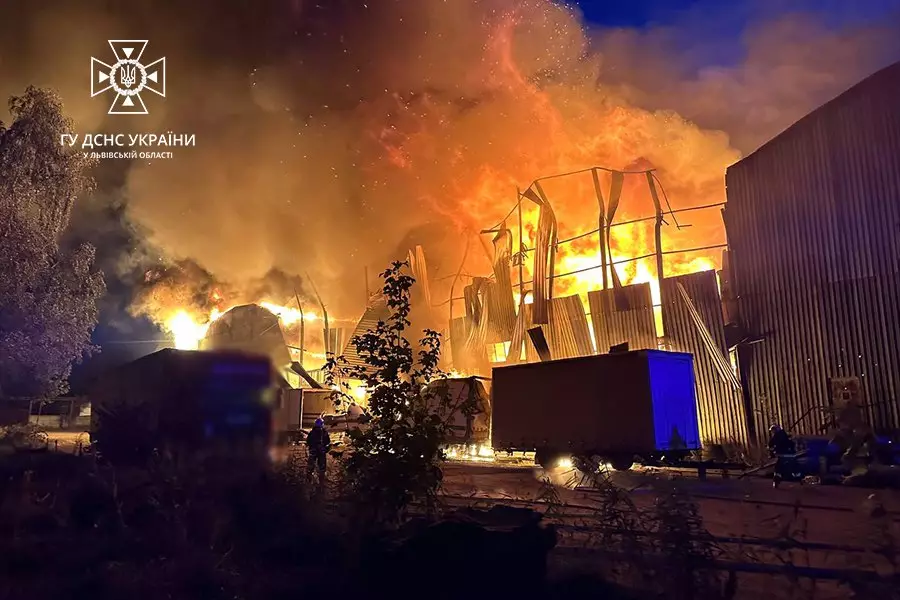
Склад у Львівській області після влучання дрону. 19 вересня 2023 року.

Зранку, до 7:00, відбувся масований обстріл Львова та Львівської області з російських безпілотників іранського виробництва Shahed-136, На складі релігійної благодійної організації Карітас у Львові спалахнуло понад 300 тонн гуманітарної допомоги.

### 20 вересня
В окупованому росіянами Севастополі пролунали вибухи, тимчасова окупаційна влада заявила, що близ Верхньосадового та Качі упали збиті безпілотники.
Росіяни обстріляли Кременчуцький нафтопереробний завод у Кременчуці.

## 21-30 вересня

### 21 вересня
Росіяни завдали ракетного удару по об'єкту промислової інфраструктури в Дрогобичі, двічі за день було атаковано Херсон, одна людина загинула, в Черкасах росіяни влучили у готель у центрі міста, також було обстріляно Київ, Рівне, Харків, Хмельниччину, Херсон. Під час російської атаки на Київ було пошкоджено енергомережі, під час російського обстрілу Курахового було поранено 13 людей. Від російського обстрілу селища Зеленівка Херсонської області загинула одна людина. Внаслідок атаки Сумщини загинув мирний житель.
Зазнав атаки командний пункт ЧФ РФ біля селища Верхньосадове в тимчасово окупованому Криму, де було розміщено 744-й центр зв'язку командування ЧФ РФ. Вночі по військовому аеродрому «Саки» в окупованому Криму було завдано масштабного удару безпілотниками та ракетами «Нептун». На летовищі було щонайменше 12 бойових літаків (Су-24 і Су-30) і ПЗРК «Панцирь». Там же знаходилася база підготовки операторів БПЛА Mojaher.
СБУ та ЗСУ днями вдарили по секретній базі окупантів на місцевому моторному заводі у тимчасово окупованому Мелітополі, поранивши кількох російських командувачів. Вночі українські партизани поширили листівки зі зверненням до місцевих мешканців у Енергодарі.

### 22 вересня
ЗСУ просунулися в районах Бахмута й с. Вербового. Впродовж минулого дня було знищено 480 окупантів, 40 артсистем, 38 ракет.
Ворог обстріляв цивільну інфраструктуру Кременчука, внаслідок атаки загинула одна людина, 15 дістали поранення.
ЗСУ суттєво пошкодили штаб Чорноморського флоту ерефії у Севастополі, за даними руху Атеш, координувати удари українським військовим допомагали жителі Севастополя та партизани. Внаслідок ураження штабу ЧФ РФ ракетами Storm Shadow, загинули 34 офіцери, серед яких командувач Чорноморським флотом РФ віце-адмірал Віктор Соколов. Ліквідація командувача ЧФ РФ стала першою втратою російського морського начальника під час бойових дій з 1904 року, коли загинув віце-адмірал Степан Макаров.

### 23 вересня
ЗСУ просунулися в районах Кліщіївки та Новопрокопівки. Контрнаступ ЗСУ на Мелітопольському напрямку продовжився, захисники просувалися під Роботиним, ЗСУ прорвали оборону противника біля Вербового на Запоріжчині.
Загарбники атакували село Миколаївка на Херсонщині з безпілотника, одна людина отримала важкі поранення. Вночі рашистські терористи запустили 15 ударних дронів, з яких ЗСУ збили 14. Агресор також атакував Херсон, внаслідок обстрілу загинула одна людина.

### 24 вересня
Протягом доби ЗСУ ліквідували 390 окупантів, ЗСУ продовжили просуватися у районі Кліщіївки.
Голова Херсонської обласної державної адміністрації Олександр Прокудін повідомив, що внаслідок авіаударів РФ у Херсонській області загинули двоє людей, троє отримали поранення. Він також додав, що російські сили здійснили загалом 83 обстріли, застосувавши 332 снаряди з мінометів, артилерії, реактивних систем залпового вогню, танків, безпілотників та авіації; По самому Херсону влучило 28 снарядів, було поранено одну людину. Внаслідок обстрілу Берислава Херсонської області загинула жінка.
На Харківщині прикордонник знешкодив начинений вибухівкою російський дрон.
В Севастополі знову пролунали вибухи, повідомлялося про атаку безпілотників. В Курську вибухнув безпілотник, було атаковано будівлю розвідки РФ.

### 25 вересня

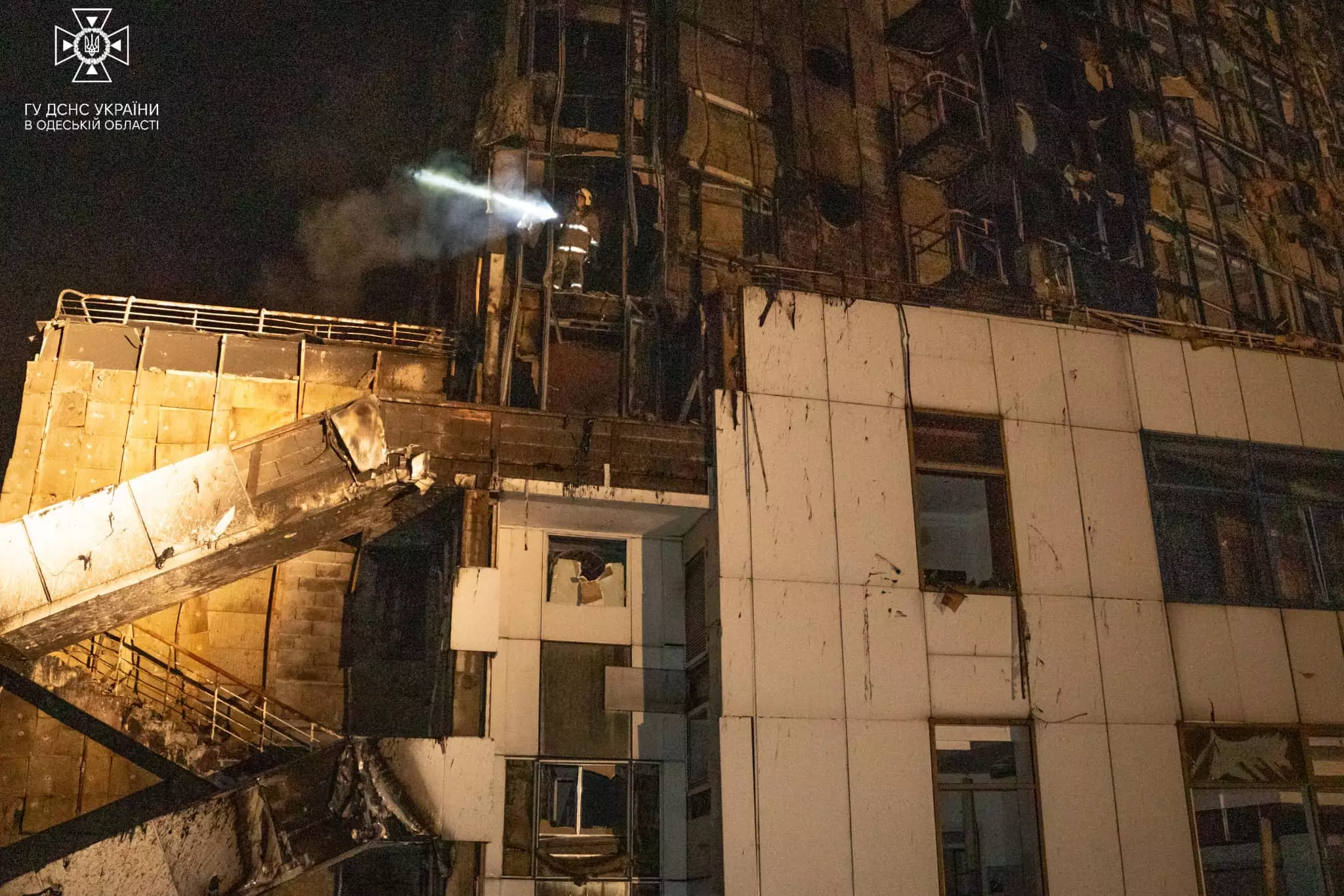
Наслідки влучання в готель «Одеса». 25.09.2023

Ворог атакував Берислав, Одесу та Кривий Ріг, було пошкоджено Морський вокзал. Держава-терористка запустила 19 Shahed-136, 12 ракет «Калібр» та 2 ракети «Онікс», ЗСУ знищили всі ударні дрони противника, а також 11 «Калібрів».
На Бахмутському напрямку ЗСУ визволили 2 км території України. Вночі агресор атакував Черкащину дронами-камікадзе, також було обстріляно Кривий Ріг. На Харківщині рашисти завдали удару по житловому будинку у Вовчанську, постраждав мирний житель.
На аеродромі «Халіно» в Курську вибухнув безпілотник, було ліквідовано та поранено керівництво ворожого авіаційного полку.

Сполучені Штати під час багатосторонньої координаційної платформи донорів для України в Брюсселі надали Києву запропонований перелік пріоритетних реформ для обговорення та зворотного зв'язку. Як заявив президент Байден під час зустрічі в Білому домі з президентом Зеленським: 
«Так само, як ми прагнемо допомогти українському народу захистити себе зараз, ми також прагнемо допомогти йому відновитися і відбудуватися для майбутнього, включаючи підтримку реформ, спрямованих на боротьбу з корупцією, створення середовища, в якому бізнес зможе процвітати, а американські та європейські компанії захочуть інвестувати».

### 26 вересня
Вночі в селі Снагість Курської області український безпілотник скинув вибуховий пристрій на електричну підстанцію, що зумовило знеструмлення семи населених пунктів.
Окупанти продовжили спроби наступу поблизу Бахмуту та Авдіївки. ЗСУ ліквідували на Таврійському напрямку 38 одиниць військової техніки противника та чотири склади боєприпасів.
Під час удару дронами постраждала поромна переправа через Дунай «Орлівка-Ісакча» між Україною та Румунією. Знищено 30 вантажівок 2 водії отримали поранення. Також зафіксовані влучання у порті Рені та у Кривому Розі. Під час нічної атаки ЗСУ знешкодили 26 з 38 запущених загарбниками дронів-камікадзе.
У Херсонській області в селі Раденськ ЗСУ вразили тимчасовий пункт управління нападників, ліквідовані 8 рашистських офіцерів, а ще 7 поранені.
Протягом дня ворог постійно обстрілював Херсон, щонайменше трьох людей було поранено. Внаслідок російської атаки Черкащини було пошкоджено об'єкт інфраструктури.
В Миколаївській області на аеродромі Кульбакине був знищений український винищувач Міг-29. (55 км до лінії фронту)
Влада Норвегії ухвалила рішення надати додатково 1 млрд норвезьких крон (понад 92 млн доларів) для громадян України, які потребують допомоги. Про це сказала міністр закордонних справ Норвегії Аннікен Гуітфельдт.

### 27 вересня
Протягом доби втрати ворога сягнули 320 окупантів, ЗСУ знищили 38 артсистем і 24 дрони. ЗСУ продовжили просуватися у Запорізькій області та на півдні від Бахмута. Впродовж дня відбулось 14 бойових зіткнень. Агресор завдав 44 авіаційних удари та здійснив 27 обстрілів з реактивних систем залпового вогню по позиціях наших військ та населених пунктах. ЗСУ утримували контроль над трасою Бахмут — Горлівка. У Миколаївській області ЗСУ збили російський «Орлан-10».
У підмосковному місті Щолково сталася масштабна пожежа неподалік від військового аеродрому.
Противник обстріляв Марганецьку громаду на Нікопольщині, сталася пожежа, з артилерії загарбники обстріляли житлові будинки у Вовчанську. Протягом доби ворог випустив по Херсонщині 603 снаряди, загинуло дві людини, одна зазнала поранень, протягом дня росіяни обстрілювали Херсон.
В Донецькій області під ворожі обстріли потрапили Калинівка Часовоярської громади, Костянтинівка та Торець. Рашисти застосували керовану та фугасну авіабомби й танки. Загинула одна людина, трьох було поранено.
Увечері окупанти пошкодили теплову електростанцію на півдні.

### 28 вересня
Впродовж доби ЗСУ ліквідували 330 окупантів, 4 танки і майже 40 артсистем.
За посиланням на Міністерство оборони Британії з лютого 2022 Повітряно-космічні сили Росії (ПКС) втратили в боях близько 90 літаків.
Вночі агресор масовано атакував різні області України дронами, ЗСУ збили 34 з 44 ударних БпЛА «Shahed-136/131», та шість розвідувальних дронів, є влучання на Кіровоградщині, один — над Дніпровщиною. У районі Бахмуту ЗСУ знищили приблизно дивізіон рашистських артилерійських систем та склад БК противника. ЗСУ вийшли на лінію ворожих позицій на захід від Вербового Запорізької області. Загарбники обстріляли Херсон, внаслідок чого загинуло три жінки.
В Польщі завершилось розслідування, щодо ракети, що впала 15 листопада 2022 року на фермі у Переводові і забрала життя двох людей. Як повідомляє міністр юстиції Польщі Збігнев Зьобро ракета була українська.

### 29 вересня
Близько 04:13 російські військові завдали ракетного удару по Миколаєву, влучивши в об'єкт інфраструктури.
На Сумщині ЗСУ збили ворожий безпілотник.
Губернатор Курської області Роман Старовойт заявив, що з безпілотників було скинуто вибухові пристрої на підстанцію, було знеструмлено населені пункти.
По Херсону було вдарено ракетою типу Х-59 зруйнована будівля закладу громадського харчування, люди не постраждали.
Президент Володимир Путін підписав указ про початок осіннього призову в армію з 1 жовтня. Відповідно документу осінній призов триватиме впродовж жовтня-грудня цьогоріч. До збройних сил РФ збираються залучити 130 тисяч солдатів віком від 18 до 27 років, які не перебувають у запасі.
Під Токмаком російська система ППО збила власний винищувач Су-35.

### 30 вересня
ЗСУ просунулися поблизу Кліщіївки на Бахмутському напрямку, було ліквідовано 23 одиниці військової техніки ЗС рф на Таврійському напрямку.
Вночі окупанти атакували південь України понад 20 шахедами, обстріляли Корабельний район Херсону, у гаражному кооперативі горіли 30 гаражів, також росіяни обстріляли околиці міста. Під час атаки на Краматорськ було поранено одну людину, у Костянтинівці від вибуху російської авіабомби було поранено дитину.
Відбувся перший «Міжнародний форум оборонних індустрій». До форуму долучилося 38 компаній з 19 країн світу. Зеленський оголосив про створення Альянсу оборонних індустрій.
Співробітники Головного управління розвідки Міністерства оборони України за підтримки Сил спеціальних операцій ЗСУ реалізували успішну місію під кодовою назвою «Бариня». Завдяки їй офіцер армії рф, лейтенант Данііл Алфьоров перейшов на бік України й допоміг здатися у полон 11 окупантам.
Про події наступного місяця — див. у статті Хронологія російського вторгнення в Україну (жовтень 2023)